# Battaglia di Tonegawa
La battaglia di Tonegawa fu combattuta durante gli ultimi anni del periodo Sengoku. Nel 1571, il famoso Uesugi Kenshin avanzò nella provincia di Kozuke e attaccò il castello di Ishikura del clan Takeda. Shingen rispose all'attacco ed entrambe le forze si trovarono in una posizione di stallo sulle rive del fiume Tone. Gli avversari alla fine si disimpegnarono dopo una battaglia ben combattuta.